# Castell de Bellver
El castell de Bellver és un castell d'estil gòtic català del principi del segle xiv situat a uns 2,5 quilòmetres al sud-oest de la ciutat de Palma, dalt d'un puig de devers 112 m. Té vistes panoràmiques damunt la ciutat, el seu port principal i el de Portopí, la serra de Tramuntana i el pla central de Mallorca, les quals li donen el nom (del català medieval "bell veer"). Amb el de Restormel (Cornualla), el de Michelstetten (Baixa Àustria), al qual serví de model, i el de Montaner (Bearn, Gascunya), és un dels quatre únics castells europeus de planta circular. El castel del Monte (1240) és semblant, amb una planta poligonal amb dos eixos de simetria.

## Estructura
El castell de Bellver és format per un tambor de dos pisos amb un pati d'armes central circular, que conté una gran cisterna, i per una torre exempta circular, de l'estil dels donjons. Aquest conjunt es troba envoltat per un vall, un revellí amb barbacana, un contravall i una estrada encoberta. La torre té quatre plantes i 25 m d'alçada, sense comptar la base troncocònica, i es troba unida a la terrada del tambor per un pont de devers 7 m de llarg. A la base troncocònica de la torre també hi ha una cisterna, usada històricament com a presó i anomenada l'Olla, mitificada pels romàntics.
El vall, el revellí, el contravall i l'estrada encoberta que, de dins a fora, circueixen el nucli i la torre mestra, són excavats al marès de què és format el cim de la muntanya. La porta principal, situada on el desnivell és menor, és defensada per un matacà a sobre, per la torre mestra, a una banda, per una barbacana situada damunt el revellí, a l'altra banda, i per un parapet engruixat amb troneres, davant. On el desnivell és més gros, al costat de la barbacana contrari al portal del castell, no hi ha contravall sinó que el revellí forma una gran plataforma circular.

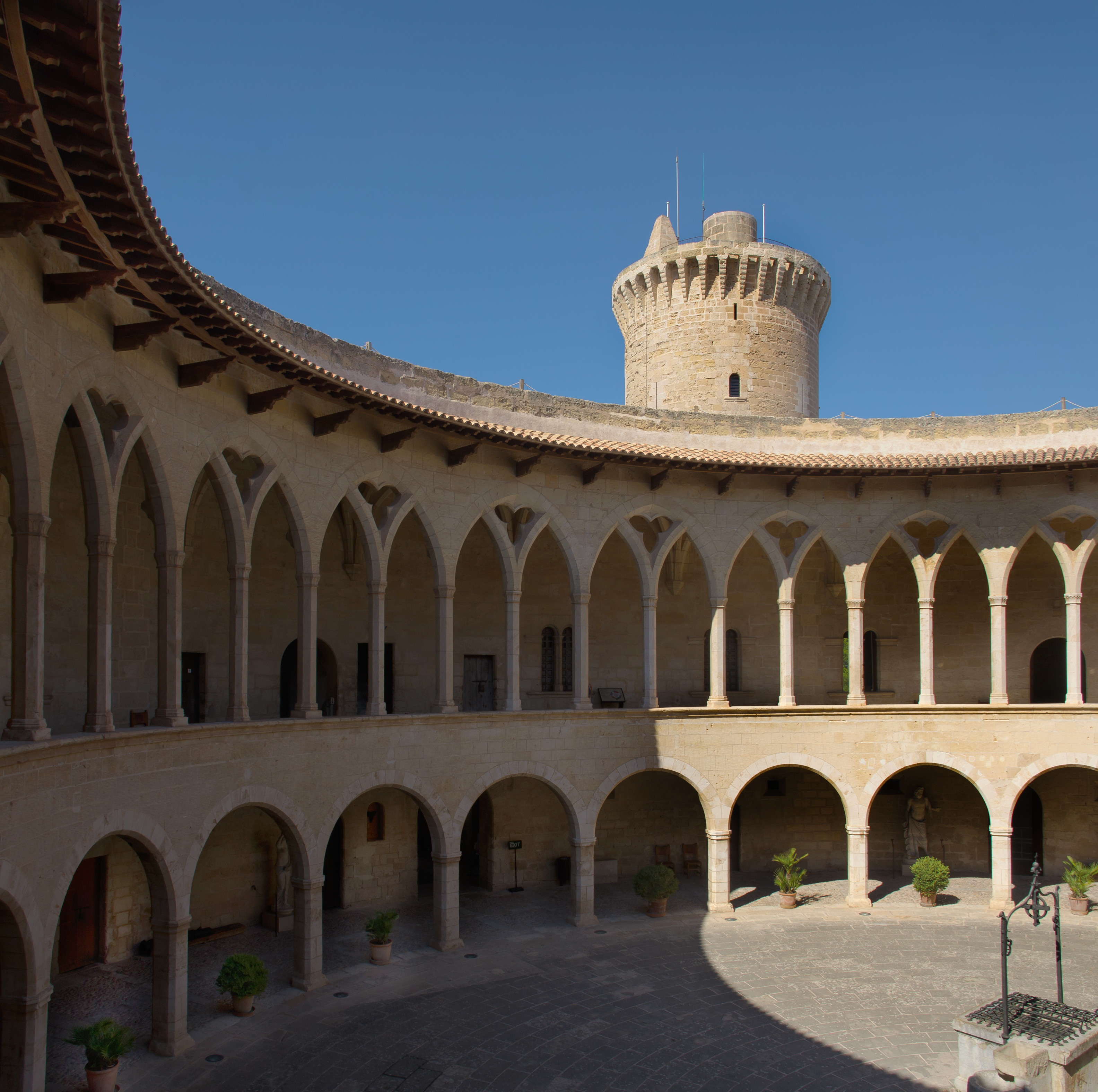
El pati d'armes

Al cos del castell, la planta baixa s'obre al pati amb una sèrie d'arcs baixos de mig punt, suportats per 21 columnes quadrades. Damunt aquesta arcada hi ha una galeria d'arcs ogivals, sustentats per 42 columnetes octogonals, els quals s'entrecreuen i dibuixen triangles curvilinis cecs o amb una obertura amb forma de trèvol, alternativament. Aquesta combinació de pòrtics superposats es troba també al castell de l'Almudaina, de Palma, i al palau dels Reis de Mallorca, de Perpinyà.
La cisterna, el coll de la qual es troba al centre del pati d'armes, rep l'aigua de la terrada i del vall.
El sostre de les cambres i de la galeria de la planta baixa és de bigues i les sales i la galeria de la planta superior tenen volta de creueria. Les finestres interiors i exteriors tenen pedrissos. A la planta alta, a més de les cambres, hi ha la capella de Sant Marc, amb una reixa mudèjar, i una gran cuina. Els noms que rebien les diferents peces del castell al segle xiv eren els següents: torre de les armes, una altra casa ['habitació'] de la dita torre, casa dels blats, pati, botelleria (on hi havia les bótes de vi), una altra casa (amb un molí de sang), ferreria, capella, cambres.
El tambor i la torre mestra o major tenen un basament troncocònic excavat a la pedra del terreny, però les parets del revellí són verticals. A l'exterior del pis superior del tambor s'obren unes finestres geminades, semblants a les dels palaus esmentats, que, amb les galeries interiors, mostren el caire residencial de la fortificació, mentre que la funció defensiva es veu confirmada per les sageteres que foraden els murs, la majoria situades ran del pis inferior, tant del tambor com de les torres i de la barbacana, pel matacà, ja esmentat, que protegia l'entrada interior i pels permòdols que es conserven del matacà que coronava la torre mestra.
La planta del castell de Bellver és orientada als punts cardinals: la torre mestra assenyala el nord magnètic i tres torres adossades assenyalen els altres punts cardinals principals (E, S, O), mentre que uns guaitells més petits, de base cònica invertida, que apareixen a l'altura de la segona planta, indiquen la resta dels punts (NE, SO, SE, NO).

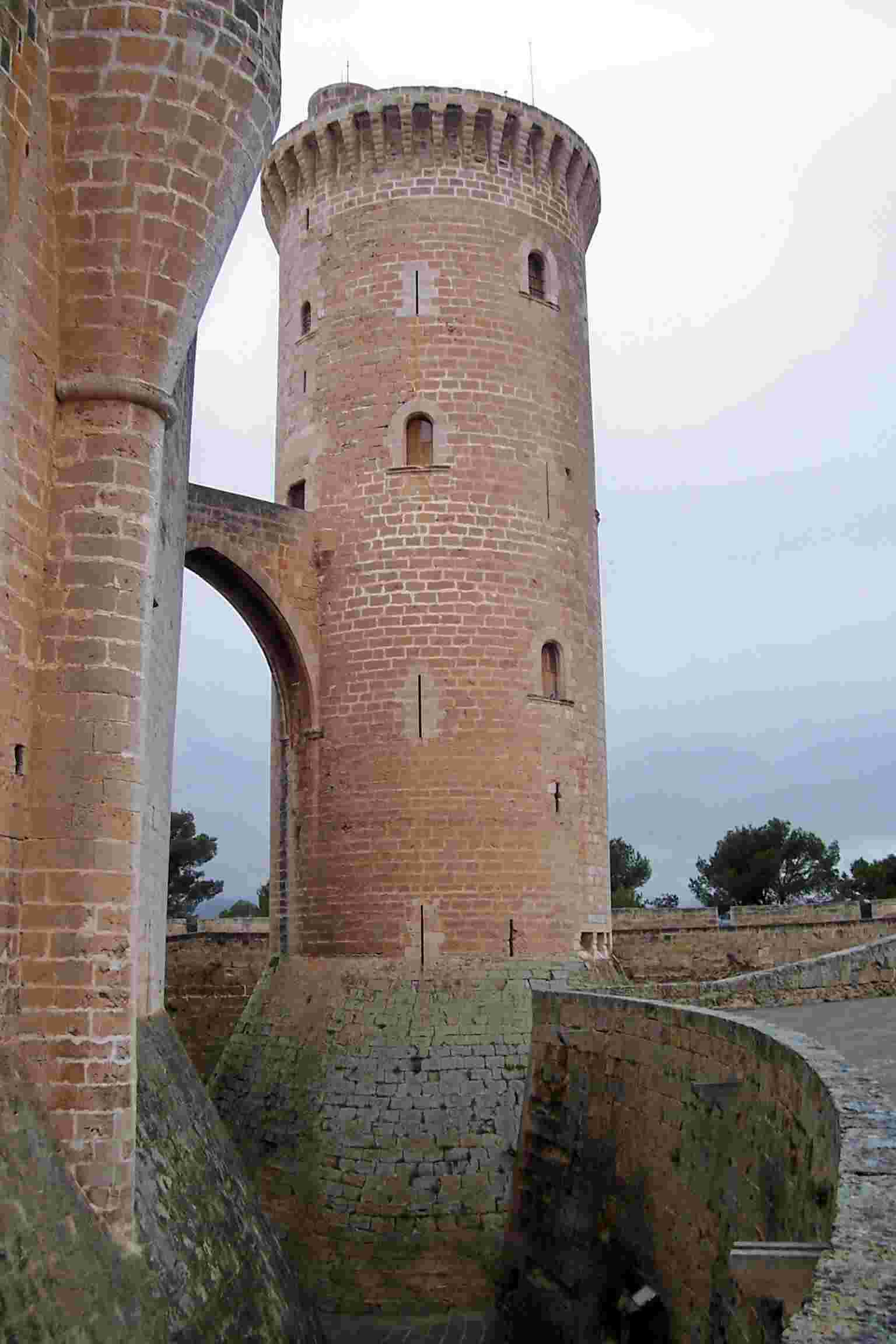
La torre mestra o major

## Porta d'accés al bosc de Bellver
De propietat pública, la porta d'accés al bosc de Bellver està situada al carrer del Polvorí, sense número, a la zona més elevada de la barriada del Terreno de Ciutat de Palma. Aquesta porta dona al bosc de Bellver i a l'escalinata d'accés al castell de Bellver, el qual corona el puig de la Mesquida. Segueix la línia perpendicular del carrer del Polvorí, que té el paviment emmacat. La porta configura un ingrés monumental amb una estructura de mitjans de marès. Consta d'una obertura central, d'arc de mig punt, tancada per reixa de ferro decorat, que sosté un entaulament. És flanquejat per dues ales laterals, de perfil de coberta convex. Data del segle xix i estilísticament s'adscriu a l'historicisme classicista. El Catàleg de protecció d'edificis i elements d'interès històric, artístic, arquitectònic i paisatgístic de Palma informa sobre el seu interès històric i ambiental i n'estableix el grau de protecció A2.

## Origen
La planta circular amb torres també circulars adossades, sembla que procedeix del conjunt superior de l'Herodion (Palestina), també circular i amb una gran torre mestra i tres torres menors. Les torres menors, però, són adossades, la grossa és travessada pel mur, de manera que pareix que és adossada per fora i dins el pati, i als murs del pati no hi ha pòrtics. Al seu torn, el castell de Bellver inspirà el de Michelstetten (Baixa Àustria): aquest no té, tanmateix, ni torres ni revellí, sí, però, un pòrtic amb una galeria superposada al pati, amb els arcs molt rebaixats i columnes de planta circular, i amb la galeria superior tota coberta amb teulada.

## Evolució
Un cop construït el castell de Bellver, amb la introducció de l'artilleria, desaparegueren els merlets de la terrada superior del tambor i de la barbacana, i, més endavant, els de totes les torres; es construïren troneres al revellí i a la barbacana i es canvià el punt d'accés al revellí, abans situat davant el portal interior. L'any 1713, durant la Guerra d'Ocupació, es construí l'estrada encoberta, actualment en mal estat de conservació, envaïda pel pinar i la garriga, o enjardinada a l'entrada, malgrat el seu valor històric i testimoni d'un moment crucial.

## Història

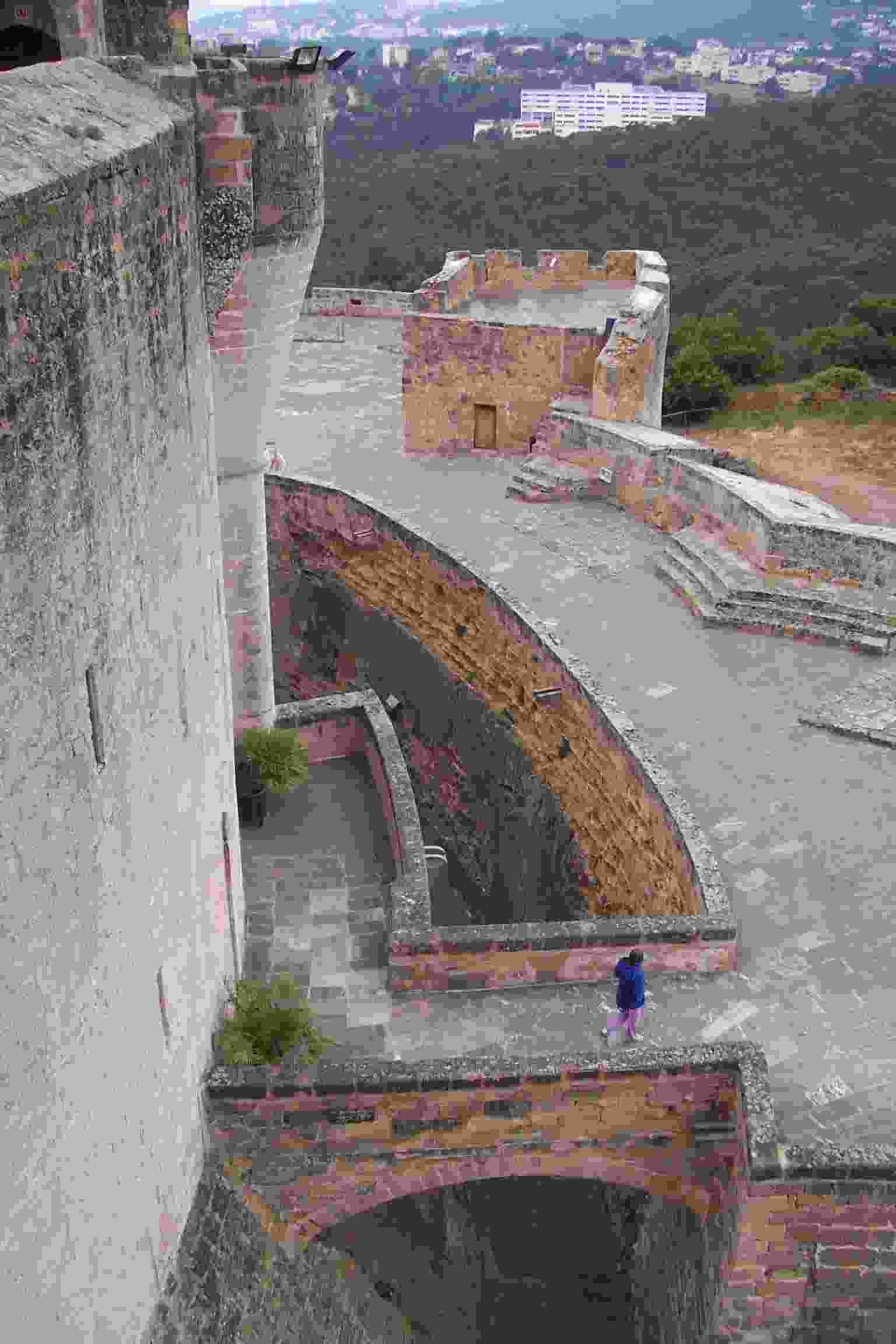
Portal interior, vall, revellí i barbacana, al fons

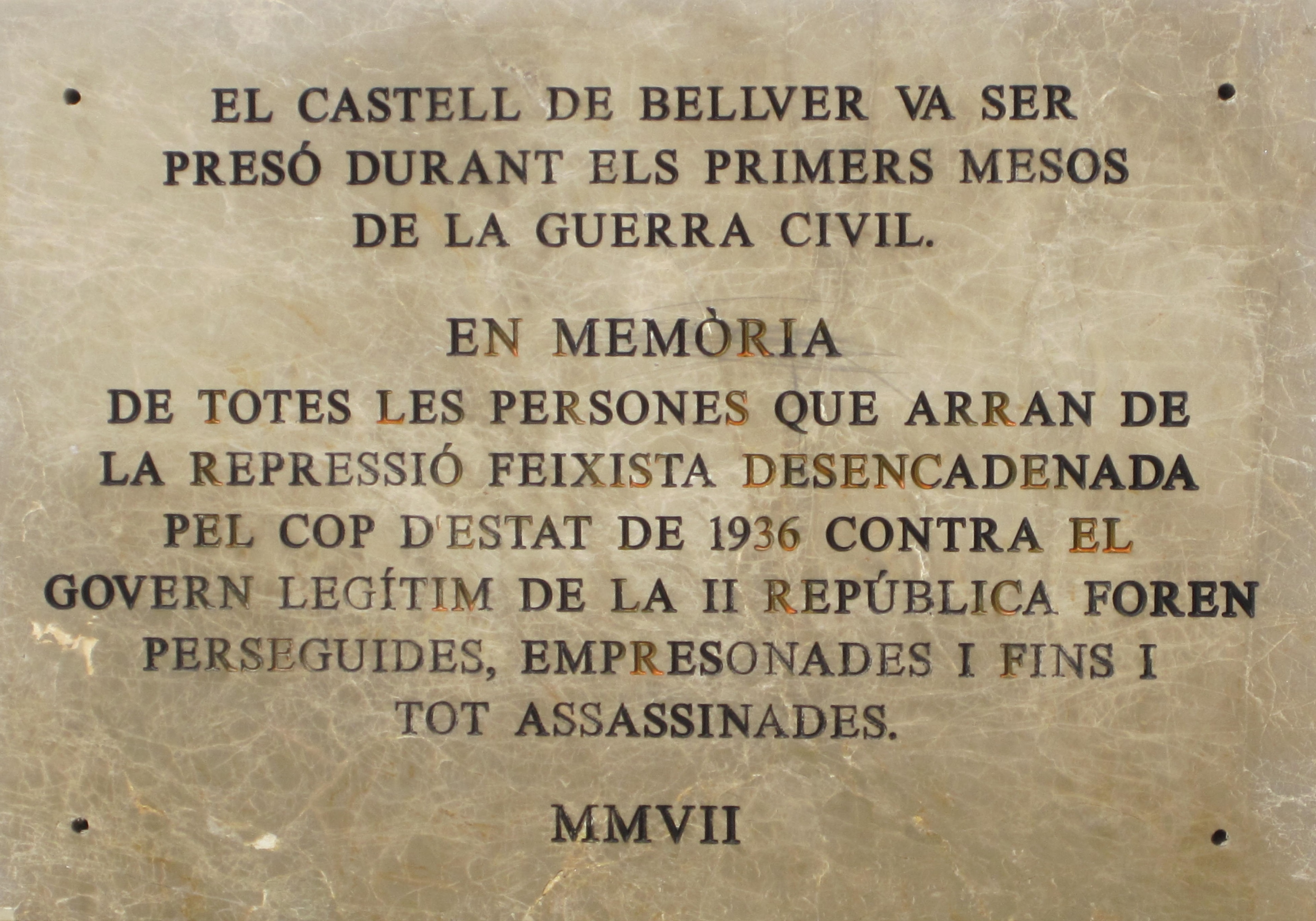

No es coneix l'autor o autors de les traces originals del cos central de l'edifici, tot i que Pere Salvà està documentat pel llibre de comptes del castell com el mestre que rebia els honoraris més elevats al voltant de 1309, i Marcel Durliat també hi va destacar l'aportació de Pons Descoll, arquitecte de la casa reial de Mallorca. Per a la construcció s'aprofitaren les pedreres del mateix puig, alguna de les quals es troba sota mateix de la fortificació, cosa que ha provocat esquerdes en l'edifici. Quan calia pedra més forta, se'n duia de Portals i Santanyí.
El castell va fer al principi les funcions residencials per les quals fou construït, en temps dels reis Jaume II, Sanç i Jaume III de Mallorca. També hi va fer estada el rei Joan I, fugint de la pesta que atacava el continent (1394). Al segle xvii fou esporàdicament residència d'alguns virreis. Tanmateix, com a fortificació, va patir també diferents setges, el primer, l'any 1343, durant la campanya de reincorporació del Regne de Mallorca a la corona d'Aragó, per Pere el Cerimoniós; el següent, a l'any el 1391, durant la revolta contra el Call, i el darrer, l'any 1521, amb l'únic assalt de la seva història, durant la Segona Germania.
L'any 1408, el rei Martí l'Humà concedí la senyoria de Bellver a la cartoixa de Valldemossa, la qual des d'aleshores en nomenà el castellà. L'any 1459, arribà a Mallorca el príncep de Viana per tal de prendre possessió dels castells de l'illa, d'acord amb el pacte amb son pare, Joan II, que el feia senyor de Mallorca, però a la fi el rei no li concedí la senyoria ni li cedí el castell de Bellver.
Com a recinte tancat, des del segle xiv mateix es feu servir de presó, primer de la reina Violant i dels prínceps Jaume III i Elisabet i altres partidaris del rei Jaume III, després de la seva mort a la batalla de Llucmajor (1349). El 1523, dels agermanats vençuts. El 1639, 1666 i 1667, de bandolers. Durant la Guerra d'Ocupació, de botiflers, i, després de la victòria francoespanyola, d'austriacistes. Al segle xix, durant la Guerra del Francès, de presos de la batalla de Bailén i, després, de presos polítics, el primer i el més famós dels quals fou el ministre Gaspar Melchor de Jovellanos (1802-1808), que feu la primera descripció del castell i n'encarregà els primers plans i dibuixos, com també feu una descripció botànica i geològica del pinar circumdant i amb elles fundà el moviment conservacionista del patrimoni. El català Francesc Aragó, que participava en el mesurament del meridià de París, s'hi refugià, acusat d'espia per la població. El seguiren el general antiabsolutista Luis de Lacy y Gautier, que hi fou afusellat (1817), els liberals Esteve Bonet i Perelló i d'altres (1824), i Miquel Bibiloni i Corró (1867), republicans catalanistes com Valentí Almirall (1869), el restaurador de la monarquia borbònica a Espanya, amb Alfons XII, Arsenio Martínez Campo (1874) i diferents carlins. Al segle xx, fou cedit per l'estat a l'ajuntament de Palma, el 1931. Després de la revolta feixista de 1936, hi tancaren 800 presos polítics republicans, els quals foren obligats a construir l'actual carretera d'accés al castell. Entre aquests presos hi havia Alexandre Jaume, que com a diputat havia aconseguit la cessió del castell a la ciutat, i Emili Darder, batlle en el moment de la cessió, tots dos afusellats després.

## Usos actuals

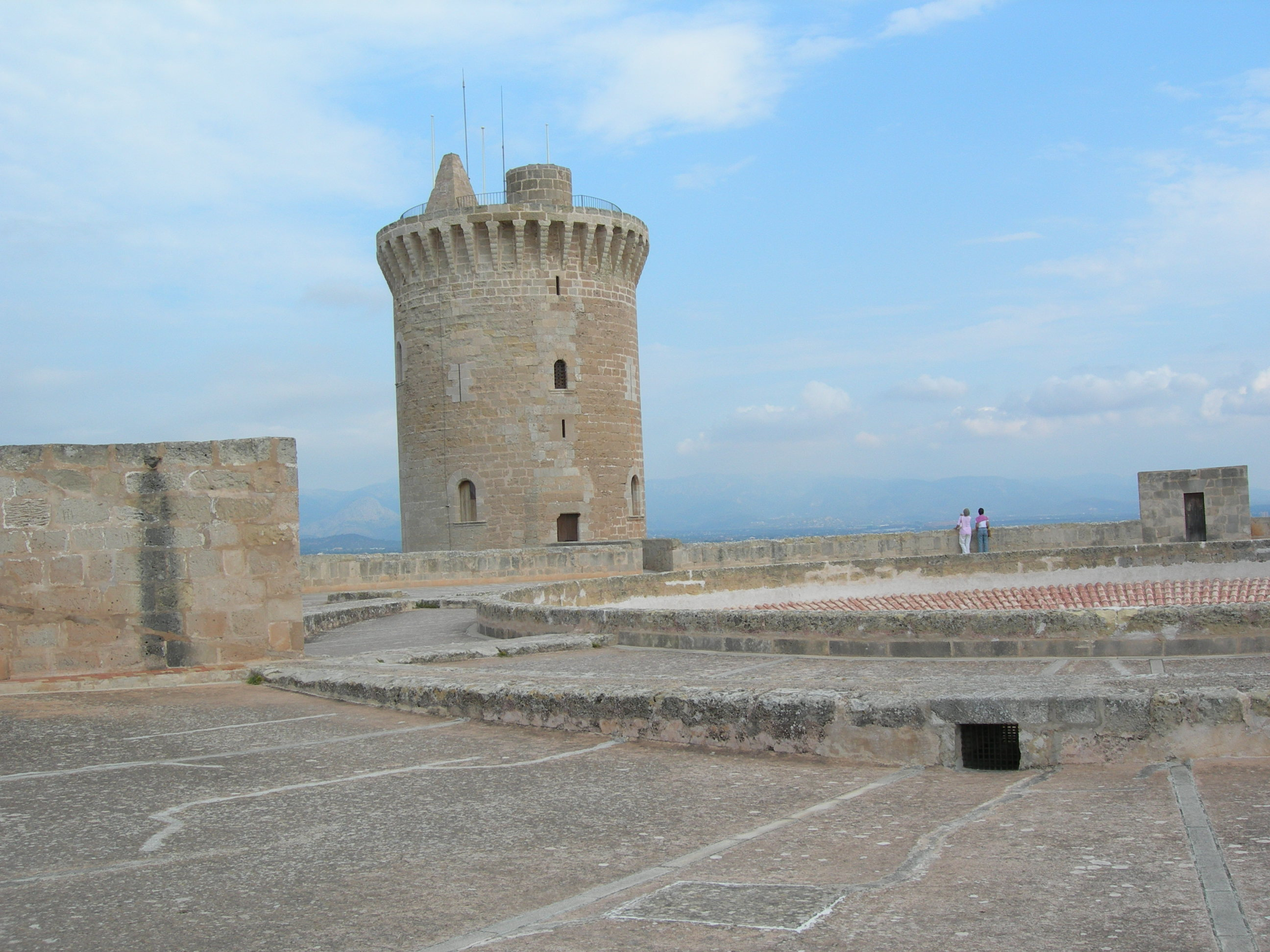
La terrada amb la torre mestra

L'any 1931, la Segona República espanyola cedí el castell a la ciutat de Palma juntament amb el bosc que l'envolta, per la qual cosa des del 1932 es convertí en museu, renovat el 1976 amb el Museu d'Història de la ciutat de Palma, que conté la col·lecció d'escultures clàssiques del cardenal Despuig. Gràcies a la carretera que hi mena i a l'aparcament que s'hi construí, el castell de Bellver rep gran nombre de visites turístiques, els beneficis d'aquestes visites no reverteixen, però, en el manteniment de les fortificacions. El pati és seu de nombrosos actes protocol·laris i culturals, per la qual cosa i pel fet que és visible des del mar i des de tota la ciutat i el pla, sobretot il·luminat de nit, a pesar dels pins que el tapen, ha esdevingut un símbol de la ciutat.
En el recinte del bosc de Bellver hi ha els estables de la policia muntada municipal i, a la pujada des del barri del Terreno, una capella dedicada a sant Alonso Rodríguez construïda del 1879 al 1885. També pujant des del mateix barri, hi ha un camí empedrat construït per pujar artilleria al castell, denominat carrer del Polvorí. El segon Diumenge de Pasqua, dia de l'Àngel Custodi, antic patró de la ciutat de Palma, el bosc de Bellver és el punt de celebració d'un pancaritat popular. El 2010 va rebre 312.213 visitants.

## Imatges des de diferents punts de la Rosa dels vents

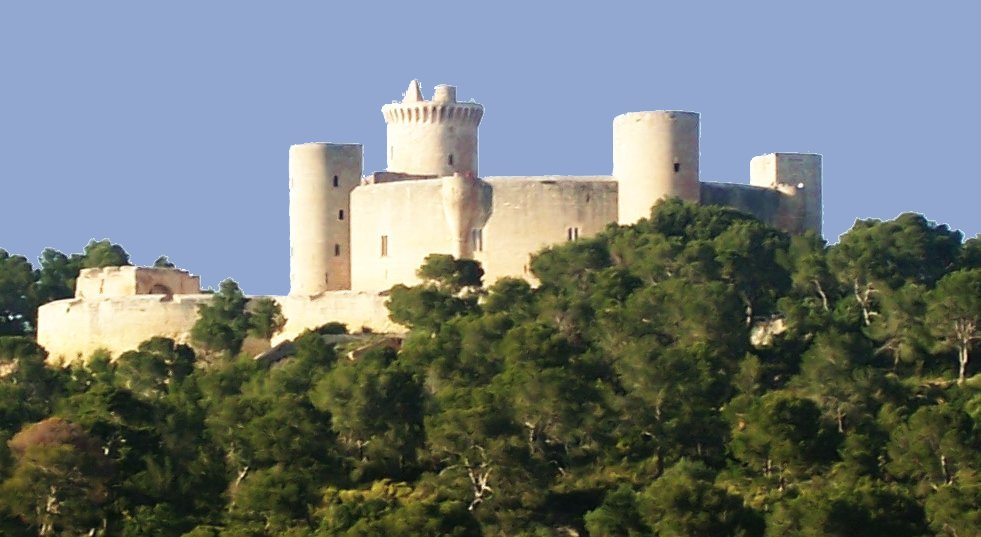
Vista des de llebeig, amb la barbacana damunt el revellí, a l'esquerra
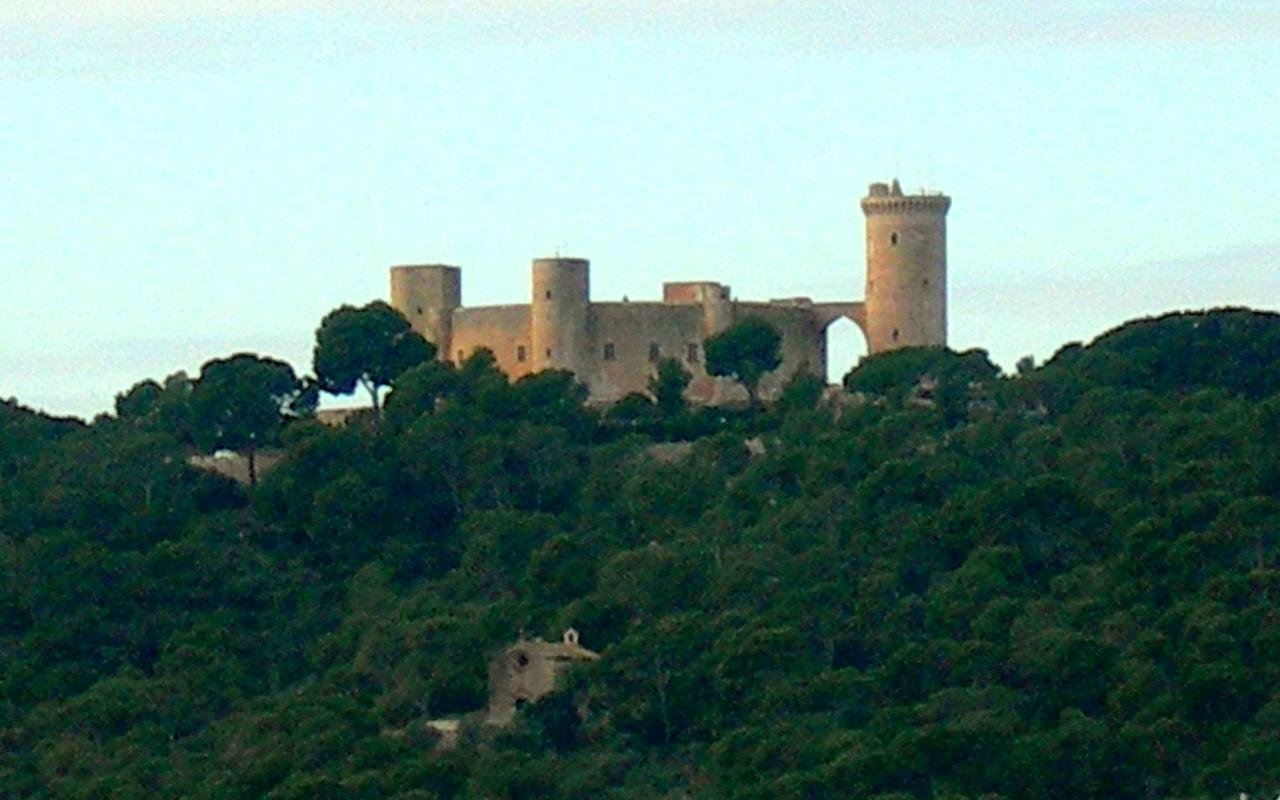
El castell de Bellver des de llevant. La pineda tapa el revellí
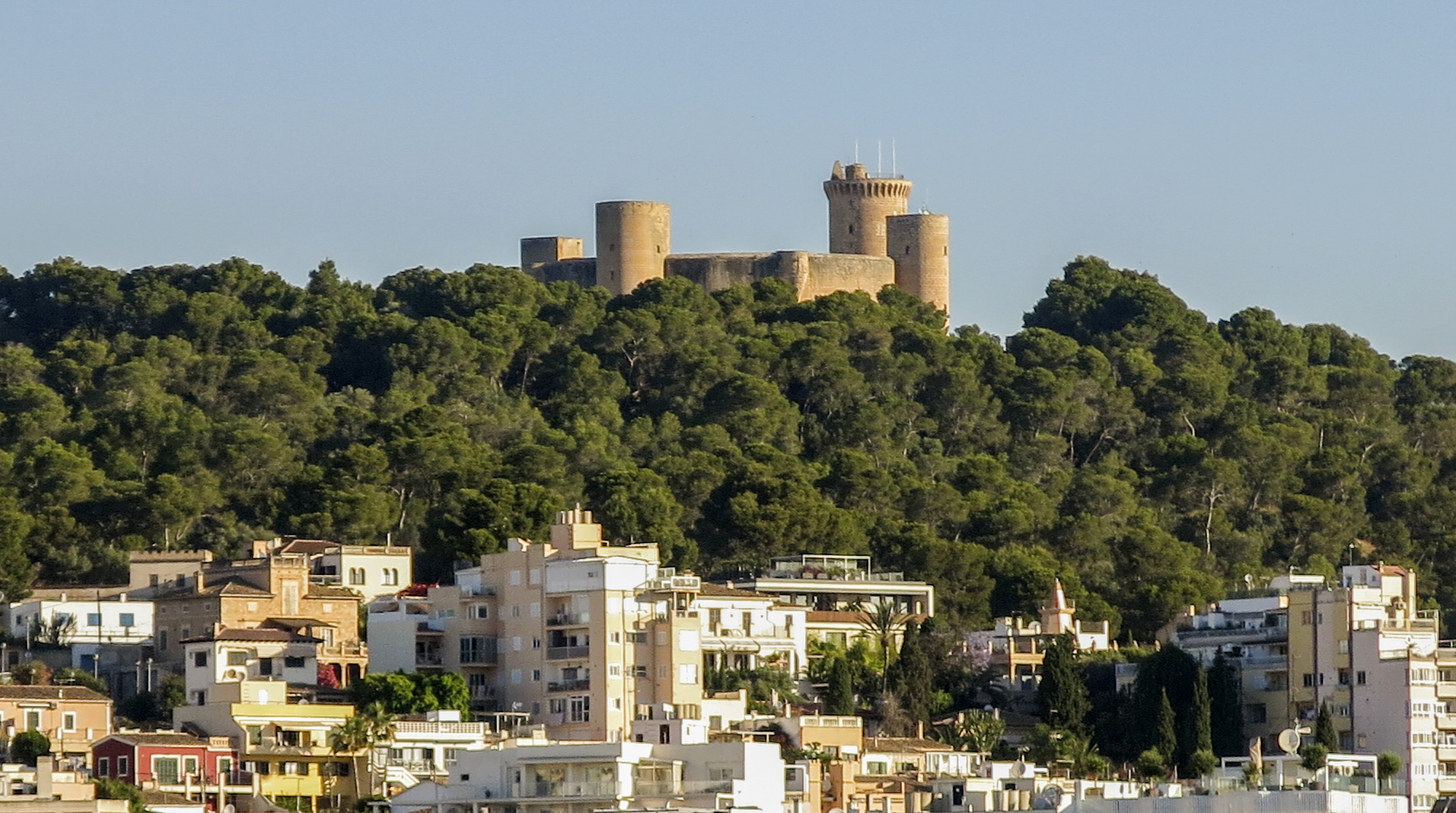
Vista des de xaloc

## Anècdotes històriques relacionades
El 1229 en plena conquesta de Mallorca, un cop derrotats els andalusins, l'exèrcit del rei Jaume I es dirigí cap a Madina Mayurqa per la serra de Portopí i, des d'on actualment es troba el castell de Bellver, Jaume I digué de la ciutat de Mallorca: «E anam-nos-en a poc a poc tro sus a la serra de Portopí, e vim Mallorques, e sembla'ns la pus bella vila que anc haguéssem vista, jo ni aquells qui ab nós eren».